# 海上治安活動

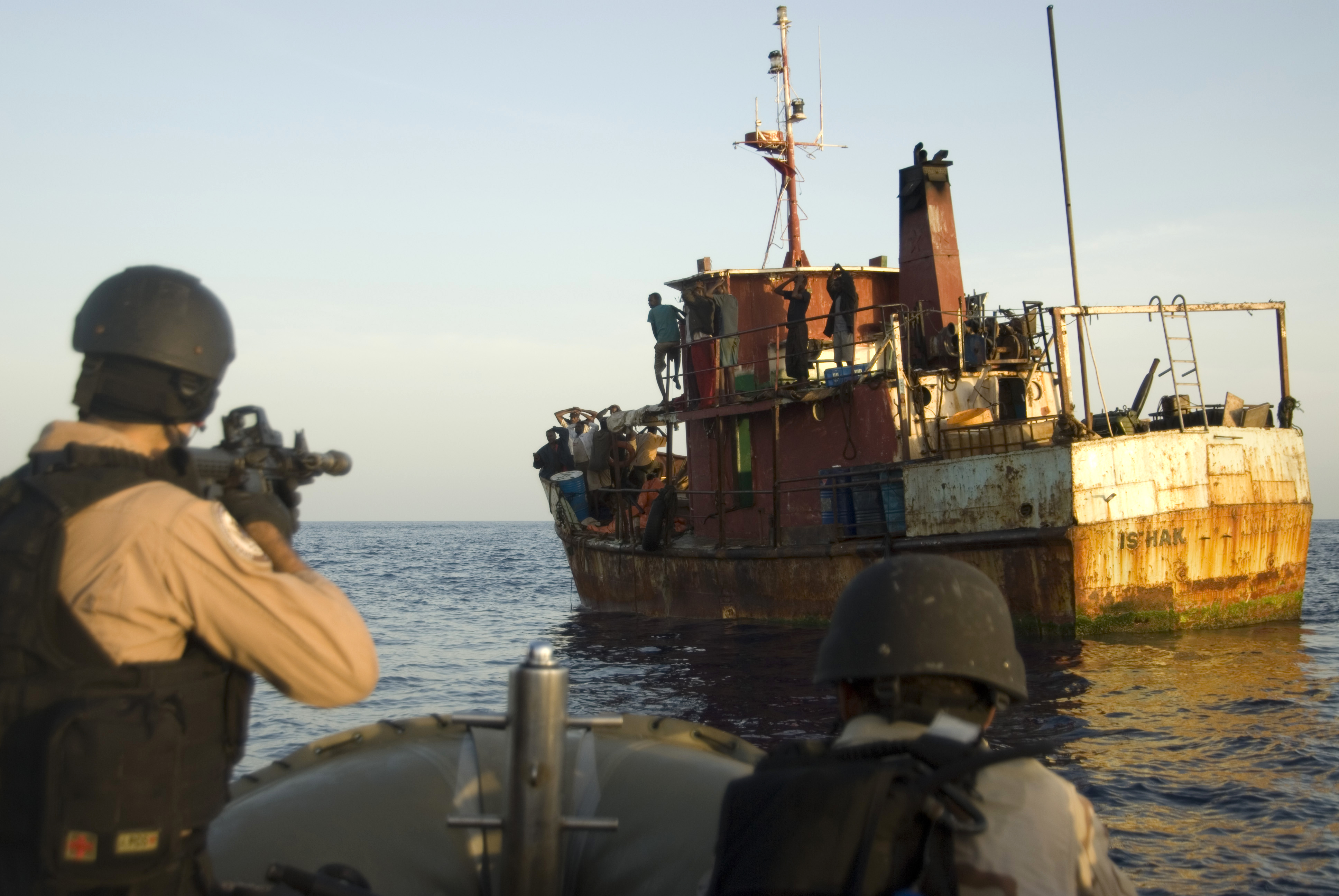
海賊容疑者を拘束しようとするアメリカ海軍水兵と沿岸警備隊員

海上治安活動（かいじょうちあんかつどう、英: Maritime Security Operations）は、海上の治安確保、過激派などによる攻撃及び人員・武器輸送の阻止等を行う海上での軍事的治安活動の総称。略称はMSO。海上阻止行動（MIO）などは、この活動のうち「人員・武器輸送の阻止」の行動にあたるため、国連安保理決議などでは、海上阻止の要素（Maritime Interdiction component）と表記される。（→国連安保理決議1776）。国家の域外執行管轄権の行使について、国際法の観点からの議論がある。

## 概要
海上治安活動（MSO）は、古くから海軍の主要任務のひとつ。自国や他国の船舶の安全を確保する目的で行われ、公海上（領海外）で臨検を前提条件として、発展的に拿捕、撃沈が許される場合がある。古くは18世紀のスペイン、後のイギリスによる海賊船取締りや、第2次大戦前のアメリカ海軍のドイツ潜水艦への攻撃などがある。近時、アメリカ同時多発テロを受けて米国及びその同盟国によって地上戦支援の目的も含んで展開されるようになり、本来の活動の意味が拡大されることにつき議論がある。北大西洋条約機構（NATO）諸国は、主に地中海で同様の活動を行い、インド洋などのアメリカ軍管轄地域では、多国籍の合同海上部隊(Combined Maritime Forces)が組織され同様の活動が展開されている。

## 活動内容

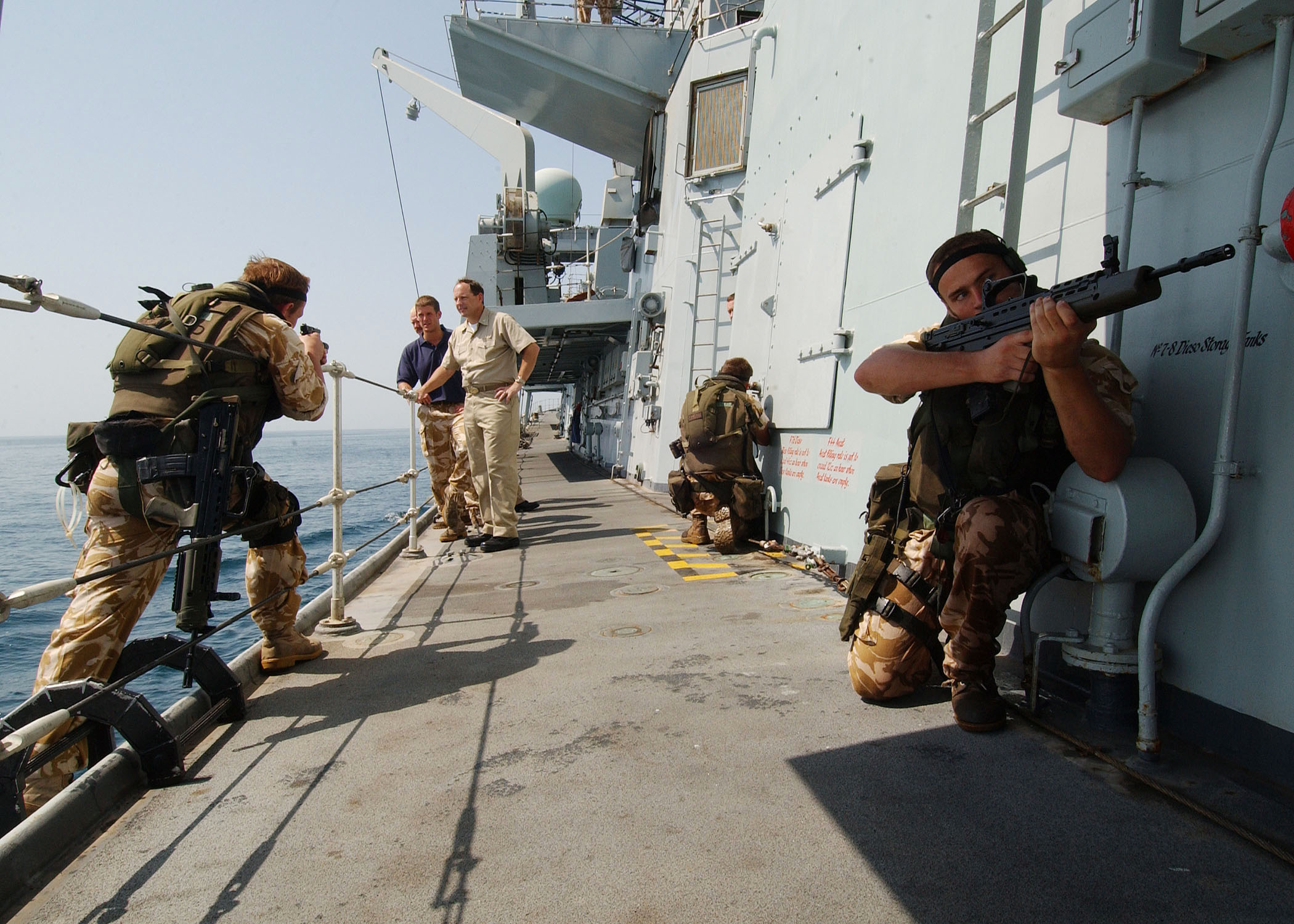
イギリス海兵隊の臨検チーム

海上治安活動（MSO）の実際の活動内容については、米海軍とNATOでそれぞれ違いがある。たとえば、NATOによる典型的なMSOは次のように行われる。
1. 民間船舶に対して船舶名や活動内容等を明らかにするよう求める。
2. 艦艇から送られた情報に疑わしい点がある場合、船舶の寄港予定国の法執行機関に伝達する。
3. 状況に応じて、艦艇から15-20名の兵士が船舶に乗船する。
4. 文書や船荷を検査・押収する。

### 米海軍の活動
米中央軍海軍部隊（US Naval Forces Central Command）では、米海軍のみではなく各国の海軍の部隊とも連携してMSOを行う。そのために、この多国籍部隊（mutinational force）をCTF（合同任務部隊）と位置づけ、その指揮は米海軍第5艦隊司令官が兼任で行なっている。2006年2月時点で、米軍のMSOの参加艦艇は約45隻存在する。

#### CTFの担当海域
第150合同任務部隊（CTF 150） - 紅海、アデン湾、オマーン湾、アラビア海北部、インド洋
第152合同任務部隊（CTF 152） - ペルシャ湾中部・南部
第158合同任務部隊（CTF 158） - ペルシャ湾北部（OIF支援）
OEF-MIO（海上阻止行動）に参加する日本の海上自衛隊の艦艇は、このうちCTF 150を支援している。CTF 150は、15〜17隻の艦艇によって構成され、その指揮は各国が約半年のローテーションで受け持つ。ただし、海上自衛隊の艦艇は日本の司令部の指揮下に置かれており、活動海域もペルシャ湾までと限定されている。